# Granatkastare m/41
Granatkastare m/41, ursprungligen tillverkad under beteckningen 120 Krh/40 är en granatkastare med 12 cm kaliber som utvecklades av finländska Tampella under 1930-talet. Den första beställningen av granatkastaren gjordes av Finlands armé i december 1939. Totalt levererades 377 stycken till den finländska armén mellan åren 1940 och 1946.

## Användning i Sverige
Efter Vinterkriget i Finland beslöt Sverige att man skulle skaffa en tyngre granatkastare jämfört med de åtta som fanns i tjänst för att stärka eldkraften för skyttebataljonerna. Finland erbjöd sig då att sälja den modell som tillverkades av Tampella och som var väl beprövad.
Under andra världskriget exporterades 219 granatkastare till Sverige i utbyte mot svenska råvaror. De vapen som först levererades i Sverige fördelades till fyra planerade divisioner ”bergsartilleri”. Först levererades till  A 4 Östersund och pjäser levererades till Norrbottens artillerikår. År 1942 inleddes försök med vapnet och en division sattes upp på A 4. Den korta räckvidden på maximalt sex kilometer, ofta kortare då den var väderkänslig, gjorde att erfarenheterna från försöken inte blev så goda. Divisionen blev dock kvar till omkring 1950 och de övriga pjäserna gick till infanteribrigaderna. Fler blev det inte. Granatkastaren har efter detta stegvis genomgått flera modifieringar, så som ny markplatta och ny pjäskärra till ”41F”. Inför organisationen av bataljonsartilleri till Infanteribrigaderna gjordes en stor tilläggsbeställning. Genom svensk tillverkning har omkring 400 stycken tillförts den svenska armén genom åren.
I svenska Försvarsmakten betecknas den granatkastare m/41. I varje pansarbataljon ingår ett stabsgranatkastarkompani.[källa behövs]

## Funktion

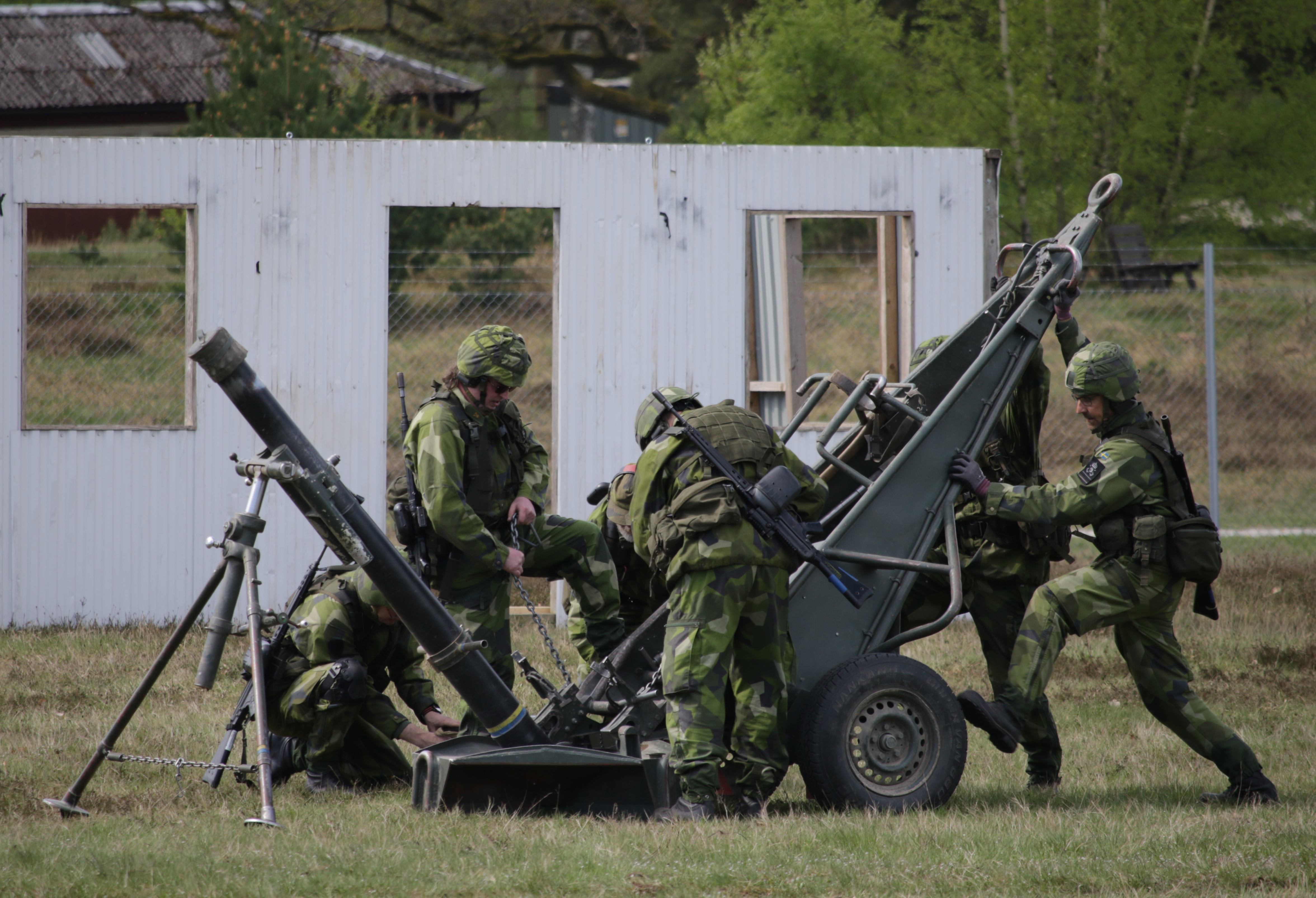
Lastning av granatkastare på kärra

Granatkastare m/41 kan avfyra slutfasstyrd pansarsprängvinggranat m/94 som används för att bekämpa fordon (i synnerhet stridsvagnar)[källa behövs] på upp till sex kilometers avstånd. Granaten programmeras från måldatorn och när granaten nått målområdet söker den av en ruta på 150x150 meter med sin IR-sökare. Finns ett passande mål styr den sedan till målet och utlöser sin RSV-laddning som penetrerar taket på fordonet.[källa behövs]